# Atu Singkih
Atu Singkih is een bestuurslaag in het regentschap Aceh Tengah van de provincie Atjeh, Indonesië. Atu Singkih telt 427 inwoners (volkstelling 2010).